# Behrendt Pick
Behrendt Pick (* 21. Dezember 1861 in Posen; † 4. Mai 1940 in Berlin) war ein deutscher Numismatiker, Archäologe und Althistoriker. Er war Direktor des Herzoglichen Münzkabinetts in Gotha und Professor an der Universität Jena.

## Leben und Wirken
Behrendt Pick besuchte das Friedrich-Wilhelms-Gymnasium seiner Heimatstadt und studierte ab 1880 an der Universität Berlin Altertumswissenschaften, wo er 1884 mit der Arbeit De senatus consultis Romanorum zum Dr. phil. promoviert wurde. Auf Rat seines Doktorvaters Theodor Mommsen wandte er sich vor allem der Numismatik zu und unternahm Studienreisen für das Griechische Münzwerk der Preußischen Akademie der Wissenschaften. Er arbeitete einige Jahre als Bibliothekar an der Königlichen Bibliothek in Berlin. Dank der Förderung von Friedrich Imhoof-Blumer ging Pick 1888 in die Schweiz. An der Universität Zürich habilitierte er sich 1889 für Archäologie und wurde 1891 zum außerordentlichen Professor für römische Altertümer, Geschichte und Numismatik ernannt. Dort hielt Pick Lehrveranstaltungen in Quellenkunde und historischen Hilfswissenschaften. Ebenfalls 1891 heiratete er Gertrud Sternberg.
1893 wechselte Pick an die Herzogliche Bibliothek Gotha, wo er mit der Leitung des Münzkabinetts in Schloss Friedenstein betraut wurde. Dieses machte er in der Folgezeit als erster hauptamtlicher Leiter organisatorisch von der Bibliothek unabhängig, ab 1899 trug er den Titel „Direktor“. Während der 41 Jahre seiner Dienstzeit wurde die Sammlung um etwa 30.000 Neuerwerbungen erweitert und erreichte damit ihren Höhepunkt. Ab dem 6. März 1896 lehrte er außerdem als außerordentlicher Professor antike Numismatik an der Universität Jena. 1898 veröffentlichte Pick sein wissenschaftliches Hauptwerk Die antiken Münzen von Dacien und Moesien, den ersten Band des von Imhoof-Blumer herausgegebenen Sammelwerks Die antiken Münzen Nord-Griechenlands und ein maßgebliches Grundlagenwerk der Numismatik.
Von 1903 bis 1905 ordnete und katalogisierte er auch das „Akademische Münzkabinett der Universität Jena“. 1911 ernannte ihn die Universität Jena zum ordentlichen Honorarprofessor für Altertumswirtschaft und antike Numismatik. 1917 wurde Pick im Herzogtum Sachsen-Coburg-Gotha der Amtstitel eines Geheimen Hofrats verliehen. Daneben stand er auch der numismatischen Sammlung in Weimar beratend zur Seite, 1922 wurde er Beauftragter für die gesamten Thüringer Münzsammlungen. 1928 übernahm er als Direktor zusätzlich die Leitung der ehemals herzoglichen Bibliothek in Gotha. Mit 70 Jahren wurde Pick 1931 an der Universität Jena emeritiert, er lehrte aber noch bis zum Jahr darauf.
Im Rahmen der rassistischen nationalsozialistischen Judenverfolgung wurde Pick 1933 mit „sofortiger Wirkung“ von allen Ämtern enthoben und im folgenden Jahr in den Ruhestand versetzt. Der ehemalige gothaische Herzog Carl Eduard hatte, obwohl Parteigänger der NSDAP und SA-Mitglied, die Entlassung – wohl aus persönlicher Verbundenheit – etwas herausgezögert und Pick noch zu seinem 40. Dienstjubiläum geehrt. Dies sollte er später im Rahmen der Entnazifizierung als Ausweis seiner angeblich nicht antisemitischen Gesinnung instrumentalisieren. Gemeinsam mit seiner Frau Gertrud zog Pick 1936 nach Berlin, ins Bayerische Viertel von Schöneberg, wo er 1940 starb. Zwei Jahre später nahm sich seine Frau aus Furcht vor den nationalsozialistischen Verfolgungen das Leben.

## Ehrungen und Erinnerung
Zu Picks 60. Geburtstag stifteten „Freunde und Verehrer“ 1921 eine von Bruno Eyermann gestaltete Porträtmedaille als limitierte Sonderprägung. Die Rückseite zeigt die griechische Göttin Athena, die Schloss Friedenstein als Tempel von Weisheit und Bildung in die Höhe hält – eine Bezugnahme auf Picks wissenschaftliche Arbeit zum Thema „Tempeltragende Gottheiten auf antiken Münzen“ und auf seine Hauptwirkungsstätte in Gotha. Für seine Verdienste um die Numismatik erhielt er 1935 die Medaille der Royal Numismatic Society.
In Gotha wurden mehrere Stolpersteine in Erinnerung an Behrendt Pick verlegt. Seit November 2021 befinden sich zwei Stolpersteine für ihn und seine Frau Gertrud vor deren ehemaligen, noch existierenden Wohnhaus in der Reinhardsbrunner Straße 46. Im Dezember desselben Jahres wurde unter den Ostarkaden von Schloss Friedenstein und im Beisein des Künstlers Gunter Demnig ein Stein in unmittelbarer Nähe Picks langjähriger Arbeitsräume verlegt. Weiterhin erwarb die Stiftung Schloss Friedenstein Gotha durch private Spendenmittel ein zusätzliches Exemplar für die museale Sammlung zur Stadtgeschichte.

## Schriften (Auswahl)
- De senatus consultis Romanorum. Pars prior. Berlin 1884, (Dissertation).
- Die antiken Münzen Nord-Griechenlands. Band 1: Die antiken Münzen von Dacien und Moesien.
  - Halbband 1. Reimer, Berlin 1898, (Digitalisat).
  - mit Kurt Regling: Halbband 2, Abtheilung 1: Die Münzen von Odessos und Tomis. Reimer, Berlin 1910.
- Die Münzkunde in der Altertumswissenschaft. Ein Vortrag. Perthes, Stuttgart u. a. 1922.
- Aufsätze zur Numismatik und Archäologie. Frommann, Jena 1931, (S. VII–XII: Schriftenverzeichnis).